# Brotia paludiformis
Brotia paludiformis е вид охлюв от семейство Pachychilidae. Видът е уязвим и сериозно застрашен от изчезване.

## Разпространение и местообитание
Разпространен е в Тайланд.
Обитава пясъчните дъна на сладководни басейни и реки.